# IOWA (banda)
IOWA (en ruso: Айова; en bielorruso: Аёва) es un grupo de música bielorruso, formado por Ekaterina Ivanchikova (voz, bajo) y Leonid Tereschenko (guitarra eléctrica).

## Discografía
- Export (2014)
- Import (2016)